# Куно фон Нортхейм
Куно фон Нортхейм или Куно фон Бейхлинген (1050/1060 — 1103) — граф фон Бейхлинген, третий сын баварского герцога Оттона Нотхеймского и Рихенцы Швабской.

## Биография
В 1075—1076 годах, после подавления первого восстания его отца против Генриха IV, Куно был заложником у императора.
В 1087/1088 году он женился на Кунигунде фон Орламюнде, дочери маркграфа Мейсена Оттона Веймарского и Аделы Брабантской. Первый муж Кунигунды, волынский князь Ярополк Изяславич, был убит в ноябре 1086 года, после чего она уехала к родственникам в Германию, вероятно, к своей сестре Оде и её мужу маркграфу Экберту II Мейсенскому. Графы Нортхейм были его союзниками. В то же время, в 1085—1087 годах, старший брат Куно Генрих Толстый женился на сестре Экберта Гертруде.
По наследству от матери Кунигунде достался замок Бейхлинген, который примерно в 1067 году оказался во владении графов Веймарских. Женившись на Кунигунде, Куно стал называться графом Бейхлингенским.
Куно поддерживал антикороля Германа Зальмского, активным сторонником которого был хальберштадский епископ Бурхард, непримиримый оппонент Генриха IV c 1073 года. После гибели Бурхарда в апреле 1088 года, Куно, как и его братья, перешёл в лагерь сторонников императора.
В 1088/1089 году Кунигунда и Куно основали бенедиктинский монастырь Олдислебен.
В 1103 году Куно был убит двумя своими вассалами — Элгером фон Илфельд и Кристианом фон Ротенбург, когда те неожиданно напали на него ночью.

## Брак и дети
В 1087/1088 году Куно женился на Кунигунде фон Орламюнде, дочери Оттона Веймарского и Аделы Брабантской. Дети:
- Матильда (1087/1088 — после 1117), около 1100[2] вышла замуж за Генриха Цютфенского, сына сеньора Цютфена Оттона.
- Лиутгарда (1088/1090 — до 1117), около 1100[2] вышла замуж за Вильгельма I Люксембургского.
- Адела (ок. 1090—1123), примерно в 1100 или чуть позднее вышла замуж за Дитриха III, графа катленбургского (ум. 12 августа 1106), а вскоре после его смерти за графа Гельфериха фон Плёцкау (ум. 1118), свойственника графов фон Штаде, владевших Северной маркой (он сам недолго носил титул маркграфа Северной марки).
- Кунигунда (вторая пол. 1090-х — 1140), в 1110 вышла замуж за Випрехта-младшего Гройчского (ум. 1117/1124)[3], а вторым браком, который состоялся после марта 1127 года — за графа Дипольда III, маркграфа Северной Баварской марки, представителя дома Дипольдингов.